# Divisione di Chitrakoot
La divisione di Chitrakoot è una divisione dello stato federato indiano dell'Uttar Pradesh, di 4 052 050 abitanti. Il suo capoluogo è Chitrakoot Dham.
La divisione di Chitrakoot comprende i distretti di Banda, Chitrakoot, Hamirpur e Mahoba.